# Jumeauville
Jumeauville település Franciaországban, Yvelines megyében. Lakosainak száma 624 fő (2022. január 1.). Jumeauville Épône, Maule, Andelu, Goupillières, Hargeville és Goussonville községekkel határos.

## Népesség
A település népességének változása:
| Lakosok száma | 597  | 607  | 616  | 609  | 609  | 605  | 607  | 613  | 624  |
|               | 2013 | 2015 | 2016 | 2017 | 2018 | 2019 | 2020 | 2021 | 2022 |